# Liste der Monuments historiques in Auchay-sur-Vendée
Die Liste der Monuments historiques in Auchay-sur-Vendée führt die Monuments historiques in der französischen Gemeinde Auchay-sur-Vendée auf.

## Liste der Bauwerke
| Bezeichnung                 | Beschreibung                  | Standort     | Kennzeichnung | Schutzstatus | Datum | Bild |
| --------------------------- | ----------------------------- | ------------ | ------------- | ------------ | ----- | ---- |
| Priorat                     | Erbaut ab dem 11. Jahrhundert | Auzay (Lage) | PA00132775    | Inscrit      | 1994  |      |
| Château de la Forêt-Nesdeau | Erbaut im 16. Jahrhundert     | Chaix (Lage) | PA85000038    | Inscrit      | 2010  |      |

## Liste der Objekte
- Monuments historiques (Objekte) in Auzay in der Base Palissy des französischen Kultusministeriums
- Monuments historiques (Objekte) in Chaix in der Base Palissy des französischen Kultusministeriums